# Раде Богдановић
Раде Богдановић (Сарајево, 21. мај 1970) јесте српски стручни фудбалски консултант и бивши фудбалер. Играо је на позицији нападача.
Каријеру је почео у сарајевском Жељезничару. Године 1992, након почетка грађанског рата у Босни и Херцеговини, напустио је клуб. Након тога је играо у Јужној Кореји и Јапану. Вратио се у европски фудбал потписавши за шпански Атлетико Мадрид. Потом је играо за холандску Бреду, немачке клубове Вердер Бремен и Арминију Билефелд да би последњи ангажман имао у Ел Вахди из Уједињених Арапских Емирата.
За сениорску репрезентацију СР Југославије одиграо је три утакмице, постигавши притом два гола.

## Клупска каријера

### Жељезничар
Богдановић је 1982. године почео да тренира у млађим категоријама Жељезничара из Сарајева. Првом тиму Жељезничара је прикључен у јануару 1988. године док је тренер био Благоје Братић. Дебитовао је за први тим 26. марта исте године, на гостовању Будућности у тадашњем Титограду. Први меч на Грбавици је одиграо 3. априла против сплитског Хајдука, када је и постигао један гол у победи свог тима 3:0. Одиграо је 89 утакмица за Жељезничар.
Богдановић је био у саставу Жељезничара пред утакмицу са београдским Радом, 5. априла 1992. на Грбавици, у последњој сезони Прве лиге СФРЈ. Око 14 сати и 30 минута играчи обе екипе изашли су на загревање. Ипак, неколико минута касније чула се пуцњава, а играчи су побегли у свлачионице. Сусрет између Жељезничара и Рада никада није одигран и тако је сарајевски клуб завршио свој наступ у Првој лиги СФРЈ. С обзиром да је грађански рат у Босни и Херцеговини постао све озбиљнији, Богдановић је мобилисан у војску Републике Српске, али се тамо кратко задржао. Био је међу првим спортистима који су напустили Сарајево. Дошао је у Београд негде између 12. и 14. априла 1992, војним авионом до Батајнице.
По доласку у Београд, Богдановић је са још неколицином играча из Жељезничара (Симо Крунић, Гордан Видовић, Сувад Катана, Синиша Николић, Срећко Илић и Јасминко Велић) тренирао са Партизаном. Тамо их је дочекао и угостио технички директор фудбалског клуба Партизан Ненад Бјековић и генерални секретар Жарко Зечевић. Њих двојица су бринули о њима тако што су им нашли смештај и храну и место за тренирање и одржавање кондиције док не нађу ангажмане у неком од клубова.

### Јужна Кореја и Јапан
Богдановић је у јулу 1992. године потписао за клуб Поханг Атомс из Јужне Кореје. Играњем у скромној лиги која се састоји од само шест тимова, брзо је напредовао и постао најбољи играч у свом тиму. Након што је провео четири и по сезоне у клубу, Богдановић је у октобру 1996. потписао уговор са јапанским клубом ЏЕФ Јунајтед. Два месеца касније добија понуду од Луја ван Гала, тада менаџера клуба Ајакса из Амстердама, видјећи то као прилику да се коначно врати у Европу, и потписује уговор са њима крајем децембра 1996, а да их не упозна да је био под уговором са ЏЕФ-ом. То је створило проблеме, тако да се арбитражни комитет УЕФА умешао. Он је потписао прелиминарни уговор са Ајаксом и отишао на суђење у јануару 1997. године. Богдановић се надао да ће постићи неку врсту компензације са ЏЕФ-ом и да ће моћи прећи да и заигра у Ајаксу, међутим био је приморан да остане у јапанском клубу пет месеци где је завршио први део сезоне.

### Атлетико Мадрид
Током лета 1997. године Богдановић се вратио у европски фудбал и потписао уговор са Атлетико Мадридом, на чијој тренерској клупи је седео Радомир Антић. Дебитантски наступ за Атлетико је имао 6. септембра 1997. године када је на Висенте Калдерону гостовао Ваљадолид. Богдановић је већ на својој првој утакмици постигао два гола у победи свог тима од 5:0. Као награду за добар наступ добио је од Хесуса Хила, тадашњег предсједника клуба, БМВ из БМВ 3 серије као награду. Богдановић је у Атлетику имао статус резервисте јер је у нападу била јака конкуренција у виду Кристијана Вијерија, Кика и Хосе Марије. Провео је само једну полусезону у Атлетику, постигавши притом шест првенствених голова, након чега је у зимском прелазном року прослеђен на позајмицу у холандског прволигаша Бреду до краја сезоне.

### Вердер Бремен
Током лета 1998. године Богдановић је прешао у немачки Вердер из Бремена. Дебитантски наступ за Вердер у Бундеслиги је имао 19. септембра 1998. на гостовању Волфсбургу. Вердер је славио резултатом 4:2 а Богдановић је био стрелац трећег гола за свој тим. У првој сезони је постигао осам првенствених голова. Конкуренција у Вердеровом нападу су му били између осталог Аилтон и Клаудио Пизаро. Богдановић је са Вердером освојио Куп Немачке у сезони 1998/99. након што је у финалу савладан Бајерн Минхен. У децембру 2000. године, добио је забрану играња шест мјесеци након што је пљунуо голмана Мартина у лице током првенствене утакмице у којој је његов Вердер изгубио резултатом 2:5 од Ханзе из Ростока. Након истека суспензије није добијао прилику да игра за Вердер.
У сезони 2002/03. заиграо је за Арминију Билефелд да би касније отишао у Ел Вахду из Уједињених Арапских Емирата. Након ангажмана у том клубу завршава професионалну каријеру.

## Репрезентација
За сениорску репрезентацију СР Југославије је забележио три наступа, сва три током 1997. године док је селектор био Слободан Сантрач. Постигао је два гола на свом дебитантском наступу, 12. јуна 1997. у победи (3:1) над Ганом на Кореја купу. Ушао је на терен на полувремену уместо Алберта Нађа и постигао је гол прво у 68. а затим и у 90. минуту. Два дана касније је играо и против Египта (0:0), такође на Кореја купу, а последњи наступ у националном дресу је имао 16. јуна на пријатељској утакмици против Јужне Кореје (1:1).

## Лични живот
Рођен је у општини Ново Сарајево од оца Слободана Богдановића и мајке Наде. С очеве стране је пореклом из села Тилава.
Богдановић и његова супруга Александра имају троје деце, најстарија ћерка је Кристина (рођена 1994), друга се зове Марија (2000), а трећа је Софија (2007). Богдановић и његова породица живе у Београду.
Његов сестрић Владимир Јованчић је такође био фудбалер и током каријере је играо између осталог и за Партизан.

## Статистика

### Клупска
| Клуб                 | Сезона    | Национално првенство  | Национално првенство | Национално првенство | Национални куп | Национални куп | Лигашки куп | Лигашки куп | Континентално такмичење | Континентално такмичење | Укупно  | Укупно |
| Клуб                 | Сезона    | Ранг                  | Наступи              | Голови               | Наступи        | Голови         | Наступи     | Голови      | Наступи                 | Голови                  | Наступи | Голови |
| -------------------- | --------- | --------------------- | -------------------- | -------------------- | -------------- | -------------- | ----------- | ----------- | ----------------------- | ----------------------- | ------- | ------ |
| Жељезничар           | 1987/88.  | Прва лига Југославије | 13                   | 2                    |                |                | —           | —           |                         |                         | 13      | 2      |
| Жељезничар           | 1988/89.  | Прва лига Југославије | 20                   | 1                    |                |                | —           | —           |                         |                         | 20      | 1      |
| Жељезничар           | 1989/90.  | Прва лига Југославије | 10                   | 1                    |                |                | —           | —           |                         |                         | 10      | 1      |
| Жељезничар           | 1990/91.  | Прва лига Југославије | 19                   | 0                    |                |                | —           | —           |                         |                         | 19      | 0      |
| Жељезничар           | 1991/92.  | Прва лига Југославије | 18                   | 0                    |                |                | —           | —           |                         |                         | 18      | 0      |
| Жељезничар           | Укупно    | Укупно                | 80                   | 4                    |                |                | —           | —           |                         |                         | 80      | 4      |
| Поханг атомси        | 1992.     | К лига                | 12                   | 2                    | —              | —              | 5           | 1           |                         |                         | 17      | 3      |
| Поханг атомси        | 1993.     | К лига                | 25                   | 8                    | —              | —              | 2           | 1           |                         |                         | 27      | 9      |
| Поханг атомси        | 1994.     | К лига                | 27                   | 18                   | —              | —              | 6           | 4           |                         |                         | 33      | 22     |
| Поханг атомси        | 1995.     | К лига                | 24                   | 6                    | —              | —              | 7           | 2           |                         |                         | 31      | 8      |
| Поханг атомси        | 1996.     | К лига                | 32                   | 11                   | —              | —              | 7           | 2           |                         |                         | 39      | 13     |
| Поханг атомси        | Укупно    | Укупно                | 120                  | 45                   | —              | —              | 27          | 10          |                         |                         | 147     | 55     |
| Џеф јунајтед Ичихара | 1997.     | Џеј 1 лига            | 16                   | 8                    | 0              | 0              | 6           | 8           | —                       | —                       | 22      | 16     |
| Атлетико Мадрид      | 1997/98.  | Ла лига               | 14                   | 6                    | 1              | 0              | —           | —           | 3                       | 1                       | 18      | 7      |
| НАК Бреда            | 1997/98.  | Ередивизија           | 13                   | 5                    |                |                |             |             |                         |                         | 13      | 5      |
| Вердер Бремен        | 1998/99.  | Бундеслига            | 23                   | 8                    | 4              | 0              | —           | —           | —                       | —                       | 27      | 8      |
| Вердер Бремен        | 1999/00.  | Бундеслига            | 22                   | 4                    | 2              | 0              | 2           | 0           | 5                       | 3                       | 31      | 7      |
| Вердер Бремен        | 2000/01.  | Бундеслига            | 11                   | 3                    | 1              | 1              | —           | —           | 4                       | 0                       | 16      | 4      |
| Вердер Бремен        | 2001/02.  | Бундеслига            | —                    | —                    | —              | —              | —           | —           | —                       | —                       | —       | —      |
| Вердер Бремен        | Укупно    | Укупно                | 56                   | 15                   | 7              | 1              | 2           | 0           | 9                       | 3                       | 74      | 19     |
| Арминија Билефелд    | 2002/03.  | Бундеслига            | 19                   | 0                    | 2              | 1              | —           | —           | —                       | —                       | 21      | 1      |
| Свеукупно            | Свеукупно | Свеукупно             | 318                  | 83                   | 10             | 2              | 35          | 18          | 12                      | 4                       | 375     | 107    |

Извор:
1. ↑  Клуб је носио назив „ПОСКО атомси” до 1995.

### Репрезентативна
| СР Југославија | СР Југославија | СР Југославија |
| Година         | Наступи        | Голови         |
| -------------- | -------------- | -------------- |
| 1997.          | 3              | 2              |
| Укупно         | 3              | 2              |

Голови за репрезентацију
Голови СР Југославије наведени су на првом месту. Колона „гол” означава резултат на утакмици након Богдановићевог гола.
| Бр. | Датум         | Место              | Противник | Гол   | Резултат | Такмичење        |
| --- | ------------- | ------------------ | --------- | ----- | -------- | ---------------- |
| 1   | 12. јун 1997. | Сеул, Јужна Кореја | Гана      | 2 : 1 | 3 : 1    | Куп Кореје 1997. |
| 2   | 12. јун 1997. | Сеул, Јужна Кореја | Гана      | 3 : 1 | 3 : 1    | Куп Кореје 1997. |

## Успеси
Поханг атомси
- К лига 1: 1992.
- Национални куп Јужне Кореје: 1996.
- Лигашки куп Јужне Кореје: 1993.

Вердер Бремен
- Куп Немачке: 1998/99.
- УЕФА Интертото куп: 1998.

Појединачни
- Играч с највише асистенција у К лиги: 1996.
- Члан идеалне екипе К лиге: 1994, 1996.
- Најбољи стрелац Лигашког купа Јужне Кореје: 1994.